# Lao Skyway
Lao Skyway (laotisch ລາວເດີນອາກາດ) ist eine laotische Fluggesellschaft mit Sitz in Vientiane und Basis auf dem Flughafen Vientiane.

## Geschichte
Lao Skyway wurde 2002 als Hubschrauber-Charterfluggesellschaft gegründet. 2003 wurde das erste Flugzeug angeschafft und seit 2007 bietet sie Linienflüge innerhalb Laos an.

## Flugziele
Lao Skyway bietet ab Vientiane nationale Linienflüge nach Bokeo, Luang Prabang, Pakse, Oudomxay, Luangnamtha, Phongsaly, Sayabuly, Xiengkhouang und Houaphan. Daneben werden mit Hubschraubern oder Flugzeugen Charterflüge angeboten.

## Flotte

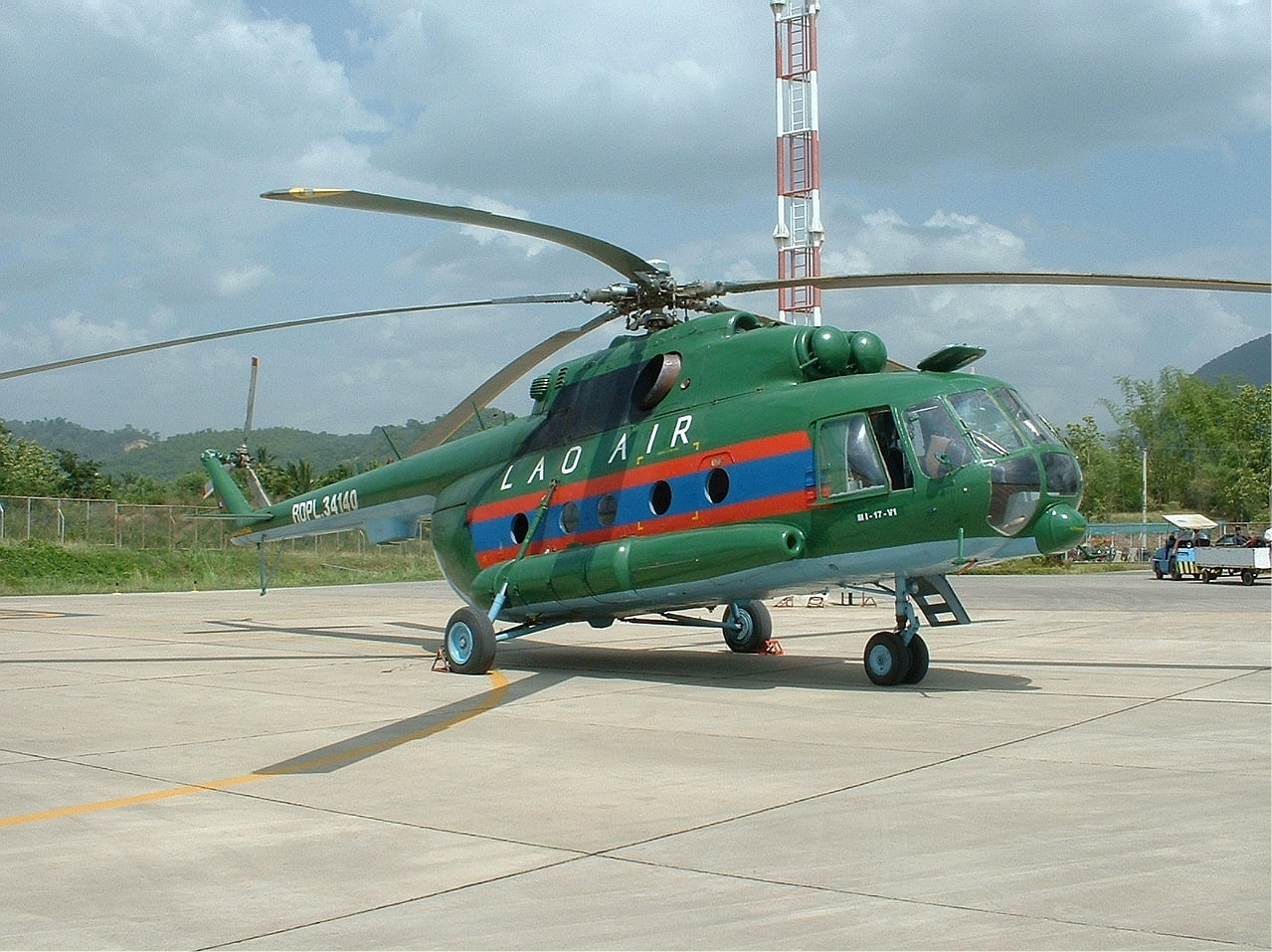
Mil Mi-17-V1 der Lao Skyway

Mit Stand Juli 2022 besteht die Flotte der Lao Skyway aus zwei Flugzeugen:
| Flugzeugtyp | Luftfahrzeugkennzeichen | Anmerkungen               | Sitzplätze |
| ----------- | ----------------------- | ------------------------- | ---------- |
| Xi’an MA60  | RDPL-34226              | nach Zwischenfall inaktiv | 56         |
| Xi’an MA60  | RDPL-34262              |                           | 56         |

Cessna 208 Grand Caravan

Daneben besitzt Lao Skyway eine unbekannte Anzahl Cessna 208 Grand Caravan sowie die beiden Hubschraubertypen Mil Mi-17-V1 und Eurocopter AS 350 B2.

## Zwischenfälle
- Am 13. November 2015 schoss eine Xi’an MA60 mit dem Luftfahrzeugkennzeichen RDPL-34226 auf Lao-Skyway-Flug 265 bei der Landung auf dem Flughafen Vientiane über die Landebahn hinaus. Es gab keine Todesfälle, das Flugzeug ist seitdem inaktiv.[5]